# Semana Santa en Elche
Se denomina Semana Santa ilicitana a los actos y procesiones de Semana Santa que se celebran en la ciudad española de Elche. En ella participan más de una treintena de cofradías y hermandades. Destaca el Domingo de Ramos —declarada Fiesta de Interés Turístico Internacional—, y el domingo de Resurección —«procesión de las Aleluyas»—.

## Procesiones

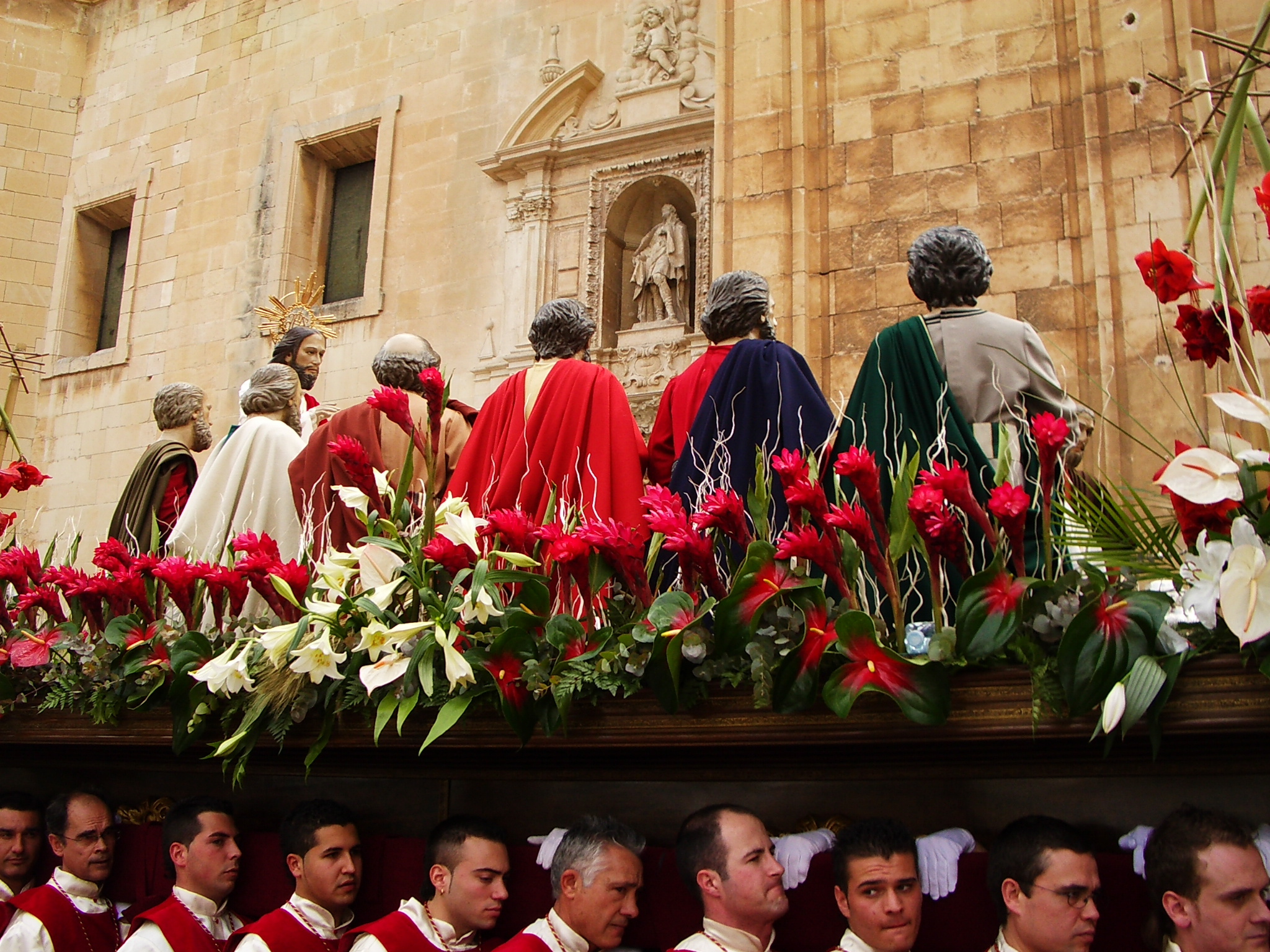
Cofradía de la Santa Cena

A lo largo de la semana se realizan diferentes tipos de procesiones. Estas comienzan el fin de semana anterior con los Vía crucis de distintas Hermandades y Estaciones de Penitencia de vísperas de Hermandades de Vísperas o Agrupaciones parroquiales. Después, desde el Domingo de Ramos hasta Jueves Santo encontramos dos tipos de procesiones. Por un lado, algunas Cofradías y Hermandades realizan un traslado de sus pasos desde sus parroquias hacia la Basílica de Santa María para participar en la Procesión General de Viernes Santo, el más antiguo de ellos es el realizado desde 1810 por María Santísima de la Soledad, la titular de la Cofradía Ntra. Sra. de los Dolores. Por otro lado, hay otras hermandades que no participan en la Procesión General, y por lo tanto realizan una estación de penitencia saliendo y regresando a la misma parroquia o finalizando en la Basílica de Santa María. De entre las Cofradías más conocidas, destacan el Santísimo Cristo de la Caída, el Santísimo Cristo del Perdón y el Santísimo Cristo de Zalame.

## Días de pasión

### Sábado de Pasión
- Pro Hermandad de Nuestro Padre Jesús de la Redención en el beso de Judas, María Santísima de la Paz y Madre de Dios del Rocío.

### Domingo de Ramos
- Jesús Triunfante (Pas de la Burreta)

Fundada por D. Vicente Serrano Navarro fue sacada en sus principios por los trabajadores de la fábrica de los Hermanos Serrano Navarro. Posteriormente la cedieron a D. Roberto Casanova Leal. Actualmente, Jesús Triunfante pertenece a la Junta Mayor de Cofradías y Hermandades de Elche. Carece de cofrades propios, por lo que la imagen es acompañada por ciudadanos y por una representación de las cofradías de la ciudad y autoridades locales. 
Representa a Jesús Triunfante haciendo entrada en Jerusalén a lomos de una borriquilla. Se realizó en el Taller de Arte Católico de Olot (Gerona). En su mano izquierda lleva una palma blanca. La imagen es sacada con el paso de la cofradía encargada de llevarlo cada año. Si no se ofreciese ninguna cofradía, la encargada es la Hermandad de Caballeros del Santo Sepulcro. 
Las primeras noticias documentadas del Domingo de Ramos en Elche son de 1371. La procesión fue declarada Fiesta de Interés Turístico Nacional el 14 de junio de 1988 y de Interés Turístico Internacional el 22 de julio de 1997. Su atractivo principal es la exhibición de los sofisticados productos de la artesanía local de trenzado de palma o palma blanca procedente de las hojas de palmera de los palmerales de Elche (realizada en sus distintas fases por toda la familia de los propios huertanos en sus casas tradicionales -faeneta-). Desde el siglo XV está atestiguada la exportación de palmas de Elche a distintas ciudades europeas. Posiblemente la artesanía y el uso ritual de la palma rizada es anterior al propio cristianismo, puesto que se han identificado representaciones de ella en la cerámica del poblado ibérico de Heliké.
Participan en el desfile las palmas del concurso artístico de palma en las distintas modalidades.
- Cofradía de la Conversión de la Mujer Samaritana por Nuestro Señor (Pas dels Carnisers)
- Hermandad y Cofradía de nazarenos de Santa María Magdalena, Santísimo Cristo de la Agonía y María Santísima de la Amargura ( A su llegada a la Plaza de Baix se realiza el saludo entre el Stmo. Cristo de la Agonía y Santa María Magdalena con María Stma. de la Amargura)
- Hermandad de María Santísima del Mayor Dolor y San Juan Evangelista
- Cofradía de Nuestro Padre Jesús de la Bondad y Buen Ejemplo en el Sagrado Lavatorio
- Cofradía Ecce-Homo (Pas dels Panaders)
- Cofradía de María Santísima de la Palma

### Lunes Santo
- Hermandad y Cofradía de Nuestro Padre Jesús del Gran Poder y María Santísima de la Estrella
- Hermandad de la Santa Cena
- Cofradía de la Negación de San Pedro
- Cofradía del Descendimiento de la Cruz
- Fervorosa Hermandad de nazarenos de la Flagelación y Gloria. Santísimo Cristo Columna y María Santísima de la Victoria (A su llegada a la Plaza de Baix se realiza El saludo entre el Stmo. Cristo de la Columna con María Stma. de la Victoria)

### Martes Santo
- Fervorosa, Penitencial y Carmelitana Hermandad y Cofradía de la Sagrada Lanzada del Santísimo Cristo de las Penas y Dulce Nombre de María Santísima.
- Hermandad de la Oración en el Calvario
- Cofradía Santa Mujer Verónica (A su llegada a la Plaza de Baix realiza el encuentro, con Nuestro Padre Jesús de la Caída)
- Ilustre Hermandad y Cofradía de Nuestro Padre Jesús de la Caída y María Santísima del Rosario en sus Misterios Dolorosos (A su llegada a la Plaza de Baix realiza el tradicional encuentro con la Santa Mujer Verónica)
- Penitencial Hermandad Santísimo Cristo de la Reconciliación y Nuestra Santísima Mater de Solata. (Procesionada solo el paso de la Stma Virgen. En el cruce de las calles Jorge Juan con Reina Victoria se realiza el encuentro con el Santísimo Cristo del Perdón)
- Cofradía Santísimo Cristo del Perdón (Antigua Hermandad del Beso de Judas) (A su llegada al cruce de las calles Jorge Juan con Reina Victoria se realiza el encuentro con Nuestra Santísima Mater de Solata)

### Miércoles Santo
- Hermandad de Jesús Salvador de los Hombres en su Coronación de Espinas y Nuestra Señora de la Visitación.
- Real Muy Ilustre y Penitencial Cofradía de Nuestra Señora de Los Dolores en su Soledad Coronada.(Mare de Deu de les bombes)
- Real, muy Ilustre y venerable Cofradía de los Estudiantes de la Preciosísima Sangre de Nuestro Señor Jesucristo de la Penitencia
- Cofradía Nuestro Padre Jesús Rescatado
- Cofradía Nuestro Padre Jesús Nazareno
- Hermandad de Nazarenos de Nuestra Señora de la Merced y Nuestro Padre Jesús de Pasión

### Jueves Santo
- Cofradía de la Oración en el Huerto (Pas de l'Hort)
- Cofradía Santísima Sangre de Cristo y María Santísima de la Salud
- Fervorosa Hermandad de Nazarenos de la Flagelación y Gloria, Santísimo Cristo de la Fe y María Santísima de la Esperanza (a su llegada a la Plaza de Baix ambos pasos realizan un saludo llamado encuentro por la Paz)
- Hermandad María Santísima de la Caridad
- Cofradía Santísimo Cristo de la Misericordia (Procesión del Silencio)

### Madrugada
- Cofradía Santísimo Cristo de Zalamea.
- Penitencial Hermandad Santísimo Cristo de la Reconciliación y Nuestra Santísima Mater de Solata (procesiona solo el Stmo Xtro. de la Reconciliación) (Penitencial Viacrucis).
- Hermandad del Santísimo Cristo del Amor (Antigua Hermandad de El Calvario).

### Viernes Santo
- Procesión General de Cofradías y Hermandades y Santo Entierro:

Hermandades Procesión General Cofradías y Hermandades
1. Cofradía de la Conversión de la Mujer Samaritana por Nuestro Señor
2. Cofradía de Nuestro Padre Jesús de la Bondad y Buen Ejemplo en el Sagrado Lavatorio
3. Cofradía de la Oración en el Huerto
4. Cofradía de la Negación de San Pedro
5. Cofradía de Nuestro Padre Jesús Rescatado
6. Cofradía Santa Mujer Verónica
7. Fervorosa y Venerable Hermandad de María Santísima del Mayor Dolor y San Juan Evangelista
8. Cofradía de Nuestro Padre Jesús Nazareno

Procesión del Santo Entierro
1. "Penitencial Hermandad del Santísimo Cristo de la Reconciliación y Nuestra Santísima Mater Desolata".
2. "Cofradía del Descendimiento de la Cruz en el Monte Calvario y Nuestra Amantísima Madre, María Santísima de la Piedad, Traspasada de Dolor en su Quinta Angustia".
3. "Hermandad de Caballeros del Santo Sepulcro".
4. "Real Muy Ilustre y Penitencial Cofradía de Nuestra Señora de los Dolores en su Soledad". A la llegada de Ntra. Sra. de los Dolores (Patrona de Elche durante Cuaresma y Semana Santa) a la Plaza de Baix, permaneciendo al otro extremo de la misma su hijo muerto representado por el Santo Sepulcro, se realiza el acto de la "Trencà del Guió", acto en el que se rompe una gran bandera negra, como símbolo de romper el duelo de la Virgen María y es muestra de esperanza de la inminente Resurrección de su Santísimo Hijo. Según la tradición, si el "Guió" rompe a la tercera, será un buen año para la ciudad.

### Sábado Santo
- Tamborrada Ciudad de Elche

(Desde las 12:00 a las 13:30 horas tiene lugar una tamborrada donde los cofrades y resto de vecinos de la ciudad tocan sus tambores, timbales y bombos emulando la Rompida de la hora que se celebra tradicionalmente en varias localidades del Bajo Aragón y las tamborradas que se celebran en otras poblaciones de provincias vecinas como Alcira o Hellín). 

### Domingo de Resurrección (Procesión de las Aleluyas)
- Cofradía de Cristo Resucitado.
- Ntra. Sra. de la Asunción (Patrona de Elche, coronada canónicamente el 29 de diciembre de 1970)

(A la llegada de ambos pasos al cruce de la calle Jorge Juan con Reina Victoria se realiza el encuentro de la Resurrección entre ambas imágenes. Desde este punto, los cortejos de ambas continúan juntos hasta su entrada a la Basílica de Santa María. Es tradición lanzar aleluyas al paso de las imágenes)

## Cofradías y hermandades extintas
- Cofradía La Santa Cena (Hoy en día existe otra Hermandad de la Santa Cena, anteriormente hubo otra.)
- Cofradía Stmo. Cristo de la Columna (la imagen de esta extinta Hermandad realiza su estación de penitencia hoy en día con la Hdad. de la Flagelación y Gloria)
- Cofradía Stmo. Cristo de la Fe (la imagen de esta extinta estación de penitencia hoy en día con la Hdad. de la Flagelación y Gloria)
- Cofradía El Calvario (reconvertida en la cofradía del Santísimo Cristo del Amor desde 1990)
- Cofradía El Beso de Judas, 1984 hasta 1989 (reconvertida en al Cofradía del Santísimo Cristo del Perdón desde 1990.)
- Cofradía El Prendimiento y la Paz,2003 hasta 2013, procesionó solo en 2007. Actualmente reconvertida en Agrupación Parroquial de Nuestro Padre Jesús Cautivo en el Puente del Cedrón, María Santísima de la Paz y Madre de Dios del Rocío. (en proceso de ser erigida cómo Hermandad Penitencial)

## Iglesias y templos
Las iglesias y parroquias de la ciudad que acogen a las distintas hermandades son:
- Basílica Menor de Santa María, acoge:

- “Jesús Triunfante”
- “Hermandad y Cofradía de nazarenos de Santa María Magdalena, Santísimo Cristo de la Agonía y María Santísima de la Amargura"
- “Hermandad de María Santísima del Mayor Dolor y San Juan Evangelista”
- ”Nuestro Padre Jesús de la Bondad y del Buen Ejemplo en el Sagrado Lavatorio”
- “Cofradía Nuestro Padre Jesús Nazareno”
- “Cofradía Santísimo Cristo de la Misericordia”
- “Cofradía de Cristo Resucitado”
- Parroquia del Sagrado Corazón de Jesús, acoge:

- “Cofradía de la Negación de San Pedro”
- ” Cofradía del Descendimiento de la Cruz”
- “Hermandad y Cofradía de Nuestro Padre Jesús del Gran Poder y María Santísima de la Estrella”
- “Cofradía Santa Mujer Verónica”
- “Cofradía Santísimo Cristo del Perdón”
- “Real, muy Ilustre y venerable Cofradía de los Estudiantes de la Preciosísima Sangre de Nuestro Señor Jesucristo de la Penitencia”
- “Cofradía Nuestro Padre Jesús Rescatado”.
- Parroquia de El Salvador, acoge:

- “Cofradía Ecce-Homo”
- “Fervorosa Hermandad de nazarenos de la Flagelación y Gloria”
- “Hermandad de la Oración en el Calvario”
- “Ilustre y Penitencial Cofradía de Nuestra Señora de Los Dolores en su Soledad”
- “Cofradía de la Oración en el Huerto”
- Parroquia de San Juan Bautista, acoge:

- “Cofradía de la Conversión de la Mujer Samaritana por Nuestro Señor”
- “Hermandad de la Santa Cena”
- “Hermandad de Nazarenos de Nuestra Señora de la Merced y Nuestro Padre Jesús de Pasión”
- “Hermandad María Santísima de la Caridad”
- Parroquia de San José, acoge:

- “Ilustre Hermandad y Cofradía de Nuestro Padre Jesús de la Caída y María Santísima del Rosario en sus Misterios Dolorosos”
- “Cofradía Santísimo Cristo de Zalamea” 
- "Hermandad de Caballeros y Damas del Santo Sepulcro”.
- Colegio de Nuestra Señora del Carmen, acoge:

- “Fervorosa, Penitencial y Carmelitana Hermandad y Cofradía de la Sagrada Lanzada del Santísimo Cristo de las Penas y Dulce Nombre de María Santísima”.
- Parroquia de San Agatángelo, acoge:

- “Penitencial Hermandad Santísimo Cristo de la Reconciliación y Nuestra Santísima Mater de Solata”.
- Parroquia de Nuestra Señora de los Desamparados, acoge : - “Cofradía de María Santísima de la Palma”.

- Parroquia de Nuestra Señora del Carmen, acoge:

- “Agrupación Paroquial de Nuestro Padre Jesús de la Redención en el Beso de Judas, María Santísima de la Paz y Madre de Dios del Rocío.
- Parroquia de San Antonio Abad, acoge:

- “Cofradía Santísima Sangre de Cristo y María Santísima de la Salud”.
- Colegio Salesianos, acoge:

- “Hermandad del Santísimo Cristo del Amor”.